# Wola Lubieńska
Wola Lubieńska – wieś na Ukrainie, w obwodzie lwowskim, w rejonie jaworowskim.
Pod koniec XIX w. część wsi Lubienie w powiecie jaworowskim.